# Presidente do Mali
O presidente do Mali é o chefe de estado da República do Mali. O cargo foi criado em 1960, após O Mali se tornar independente da França. Atualmente o cargo é ocupado por Bah N'Daw.